# Bror Sandblom
Bror Robert Sandblom, född 18 februari 1907 i Göteborg, död 17 april 1988 i Uppsala, var en svensk ingenjör.
Sandblom, som var son till sjöingenjör Oscar Sandblom och Hulda Olsson, avlade studentexamen i Malmö 1926 och utexaminerades från Kungliga Tekniska högskolans avdelning för maskinbyggnad och mekanisk teknologi 1931. Han blev konstruktör vid AB Jönköpings Motorfabrik 1931, AB Atlas Diesel 1934, driftsingenjör vid Malmö stads spårvägar 1936, direktör för Uppsala Spårvägs AB 1943 och för Uppsala stads Trafik AB från 1953. Han var styrelseledamot i Svenska Lokaltrafikföreningen från 1945, dess trafikkommitté från 1947, ordförande i dess statistikkommitté 1956–1962 och styrelseledamot i De kommunala trafikföretagens samorganisation från 1950. Sandblom är begravd på Uppsala gamla kyrkogård.